# الملقة (كفر الدوار)
قرية الملقة هي إحدى القرى التابعة لمركز كفر الدوار في محافظة البحيرة في جمهورية مصر العربية. حسب إحصاءات سنة 2006، بلغ إجمالي السكان في الملقة 5975 نسمة، منهم 2960 رجل و3015 امرأة.